# Sint-Servatiuskerk (Westerhoven)

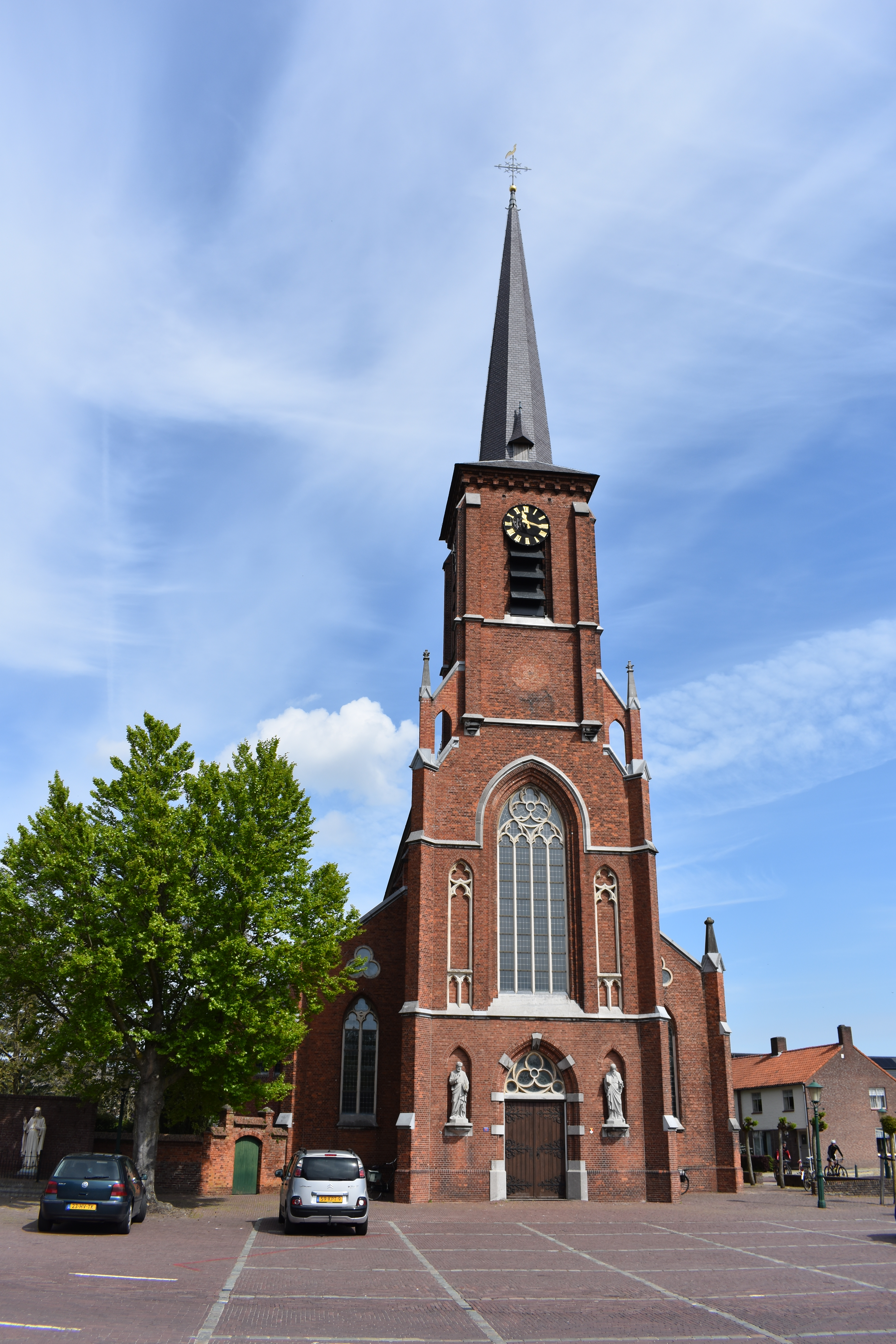
Sint-Servatiuskerk

De Sint-Servatiuskerk is de parochiekerk van de tot de Noord-Brabantse gemeente Bergeijk behorende plaats Westerhoven, gelegen aan Dorpsstraat 22.

## Geschiedenis
De eerste stenen kerk te Westerhoven, gelegen aan de zuidkant van de nieuwe provinciale weg, moet rond 1250 gebouwd zijn. Deze deed aanvankelijk dienst als kapel van de parochie Bergeijk. In 1444 werd Westerhoven tot parochiekerk verheven ('quarta capella'), waarbij de gehuchten Dommelen en Borkel in kerkrechtelijk opzicht aan de nieuwe parochie Westerhoven werden toegevoegd. De parochiekerk was toegewijd aan St. Servatius.
De Vrede van Münster in 1648 had voor de Westerhovenaren tot gevolg dat hun parochiekerk werd onttrokken aan de Rooms-katholieke eredienst. Na de inval van de Fransen in 1672 kon er een schuurkerk worden gebouwd die in 1734 werd vervangen door een onopvallende stenen kerk. Een schets van de tekenaar Verhees wijst dat, toen de katholieken van Westerhoven op 4 oktober 1798 oorspronkelijke parochiekerk terugkregen, nog slechts een ruïne rond de middenbeuk restte. In 1820 werd de kerk afgebroken; de nog bruikbare stenen werden voor de bouw van een nieuwe parochiekerk benut. Deze werd in de dorpskern opgetrokken, bij het terrein waar zich nu nog het oude kerkhof bevindt. In 1885 kwam de huidige neogotische parochiekerk gereed die gebouwd was onder leiding van architect H.J. van Tulder. Op 20 september 1886 werd de kerk ingewijd door A. Godschalk, bisschop van Bisdom 's-Hertogenbosch. In 1919 werd een transept bijgebouwd. Sint-Servatius is opgenomen in het wapen van Westerhoven.

## Gebouw
Het betreft een bakstenen georiënteerde neogotische basilicale kruiskerk met ingebouwde westtoren. Verder heeft de kerk een veringtorentje.

## Interieur
Het kerkmeubilair is overwegend neogotisch. Het eerste orgel werd in 1835 gebouwd door Bernard Petrus van Hirtum. In 1965 werd dit orgel vervangen door een Vermeulen=orgel.